# Pione Sisto
Pione Sisto Ifolo Emirmija er en dansk fodboldspiller af sydsudanesisk afstamning, der spiller for  Aris Thessaloniki. I september 2020 vendte han tilbage til FC Midtjylland. I december 2014 blev Pione Sisto dansk statsborger, og han har efterfølgende fået kampe på det danske landshold. Han scorede sit første landsholdsmål 22. marts 2018.

## Baggrund
Pione Sisto er født i Uganda af sydsudanesiske forældre 4. februar 1995.
Som følge af borgerkrig flygtede Pione Sistos familie til Danmark, hvortil han ankom to måneder gammel. Sammen med sine forældre og otte søskende flyttede de først ind i et hus i Højslev Stationsby, hvor Pione Sisto voksede op med sine otte søskende bestående af fire storebrødre, to storesøstre og to lillesøstre.
En række år senere flyttede familien til Herning, mens søskendeflokken blev spredt fordi de måtte studere andre steder i landet. I Herning startede Pione Sisto med at spille fodbold i klubben Tjørring IF, da han var syv år gammel.
I december 2014 fik Pione Sisto tildelt dansk statsborgerskab, efter han i vinteren 2012 bestod indfødsretsprøven. Han blev i december 2014 udtaget til det danske U-21 landsholds træningstur til Tyrkiet i januar 2015, hvor han spillede uofficielle kampe for ungdomslandsholdet. I maj 2015 fik Pione Sisto spillertilladelse fra FIFA til at spille for det danske A-landshold. Senere samme måned udtog landstræner Morten Olsen ham til fodboldlandsholdet for første gang.

## Karriere

### FC Midtjylland
Pione Sisto fik debut på førsteholdet som 17-årig. Det skete i en pokalkamp mod FC Nordsjælland.
Som førsteårs-U19-spiller fik Pione Sisto i sæsonen 2012-2013 flere kampe for FC Midtjylland.
I sæsonen 2013-2014 blev han rykket fast op i superligatruppen, og i superligaåbningen på sæsonen scorede han sit første mål for førsteholdet, da han scorede til 2-0 i premieresejren over AGF.
Pione Sisto blev i sæsonen 2012-2013 kåret til Årets Akademi-spiller fra FC Midtjyllands fodboldakademi.
Han gjorde blandt andet god reklame for sig selv, da FCM mødte Manchester United i Europa League 2015-16, hvor han over to kampe scorede to mål, og han blev i sommeren 2016 solgt til spanske Celta Vigo, hvor han fik en femårig kontrakt.

### Celta Vigo
I sommeren 2016 blev Pione Sisto solgt til den spanske klub Celta Vigo, hvor han skrev under på en femårig kontrakt. Transfersummen blev estimeret til at være 5 millioner €.